# Molophilus polycanthus
Molophilus polycanthus är en tvåvingeart som beskrevs av Alexander 1936. Molophilus polycanthus ingår i släktet Molophilus och familjen småharkrankar. Inga underarter finns listade i Catalogue of Life.